# Pasquale Valentini
Pasquale Valentini (Serravalle, 19 luglio 1953) è un politico sammarinese.

## Biografia

### Istruzione e carriera
Pasquale Valentini è nato a Serravalle il 19 luglio 1953. Ha conseguito a San Marino il diploma di maturità classica nel 1972 e ha ottenuto la laurea in matematica all'Università di Bologna, nel 1977.
Da quello stesso anno ha iniziato a insegnare matematica e scienze nelle scuole medie fino al 1993, quando è diventato docente di matematica alla Scuola secondaria superiore. Dall'ottobre 2004 al febbraio 2007 è stato il preside delle scuole medie di San Marino nelle Circoscrizioni I e III.

### Attivita sindacale
Dalla metà degli anni '70 alla metà degli anni '80 è stato attivo nella Confederazione Democratica dei Lavoratori Sammarinesi, essendo stato uno dei fondatori della Cooperativa Culturale "Il Sentiero" e direttore della Scuola di Dottrina Sociale per un triennio.

### Attività politica

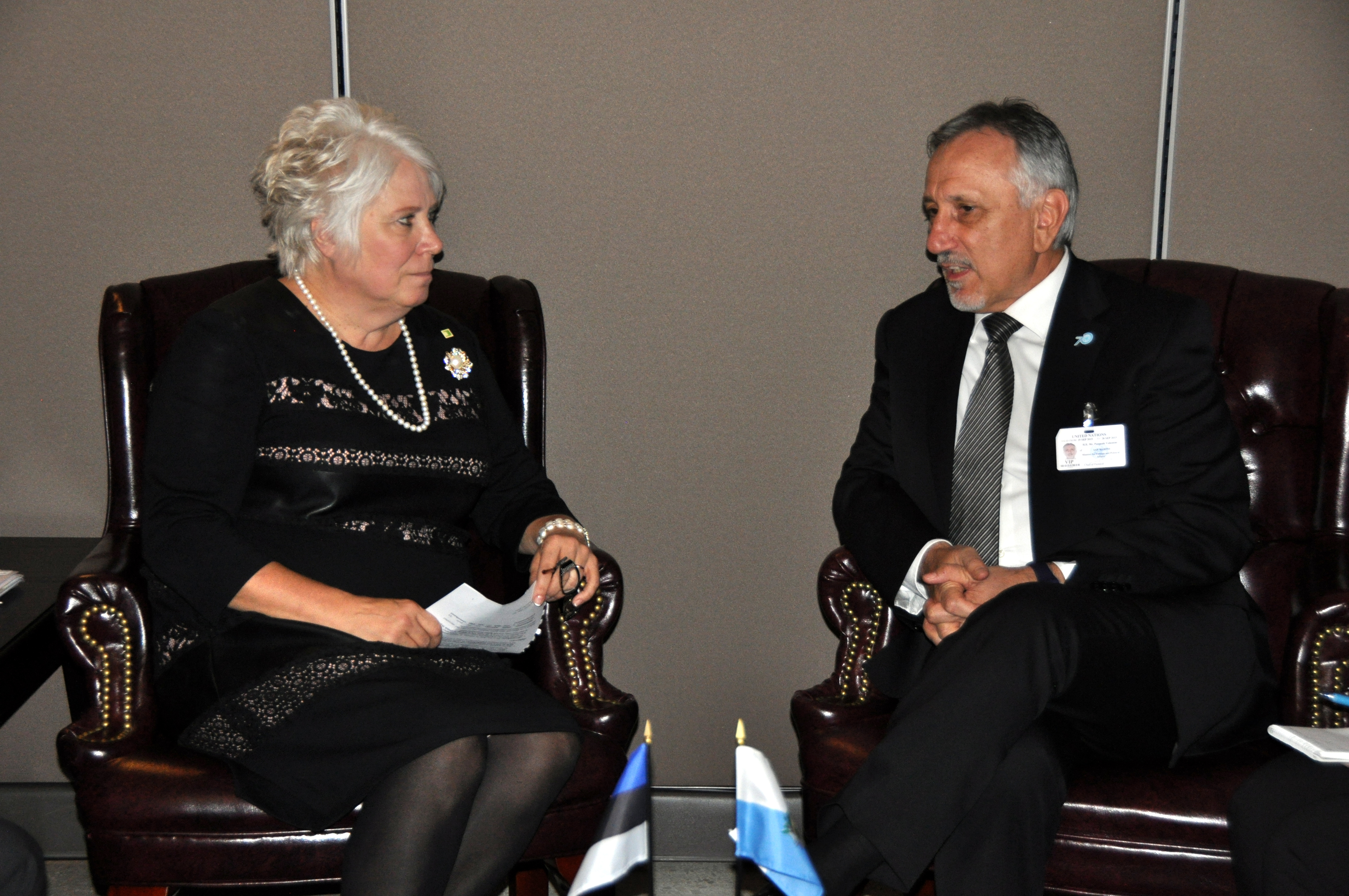
Marina Kaljurand e Pasquale Valentini a New York nel 2015

Nel 1988 venne eletto membro del Consiglio Grande e Generale per il Partito Democratico Cristiano Sammarinese, incarico che gli venne confermato nel 1993, 1998, 2001, 2006, 2008 e 2012.
È stato il presidente di alcune Commissioni Consiliari (Giustizia, Istruzione, Cultura e Beni Culturali; Università e Ricerca scientifica; Sport; Turismo; Codice di Procedura Penale) e dal 2019 è membro delle Commissioni sugli Affari Istituzionali, le Finanze e il Bilancio. Dallo stesso anno è presidente della Commissione antimafia della Repubblica.
Dal febbraio 2007 ha svolto per tre anni l'incarico di segretario politico del suo partito e dal 2020 vi ricopre la carica di presidente del Consiglio Centrale.

#### Incarichi governativi

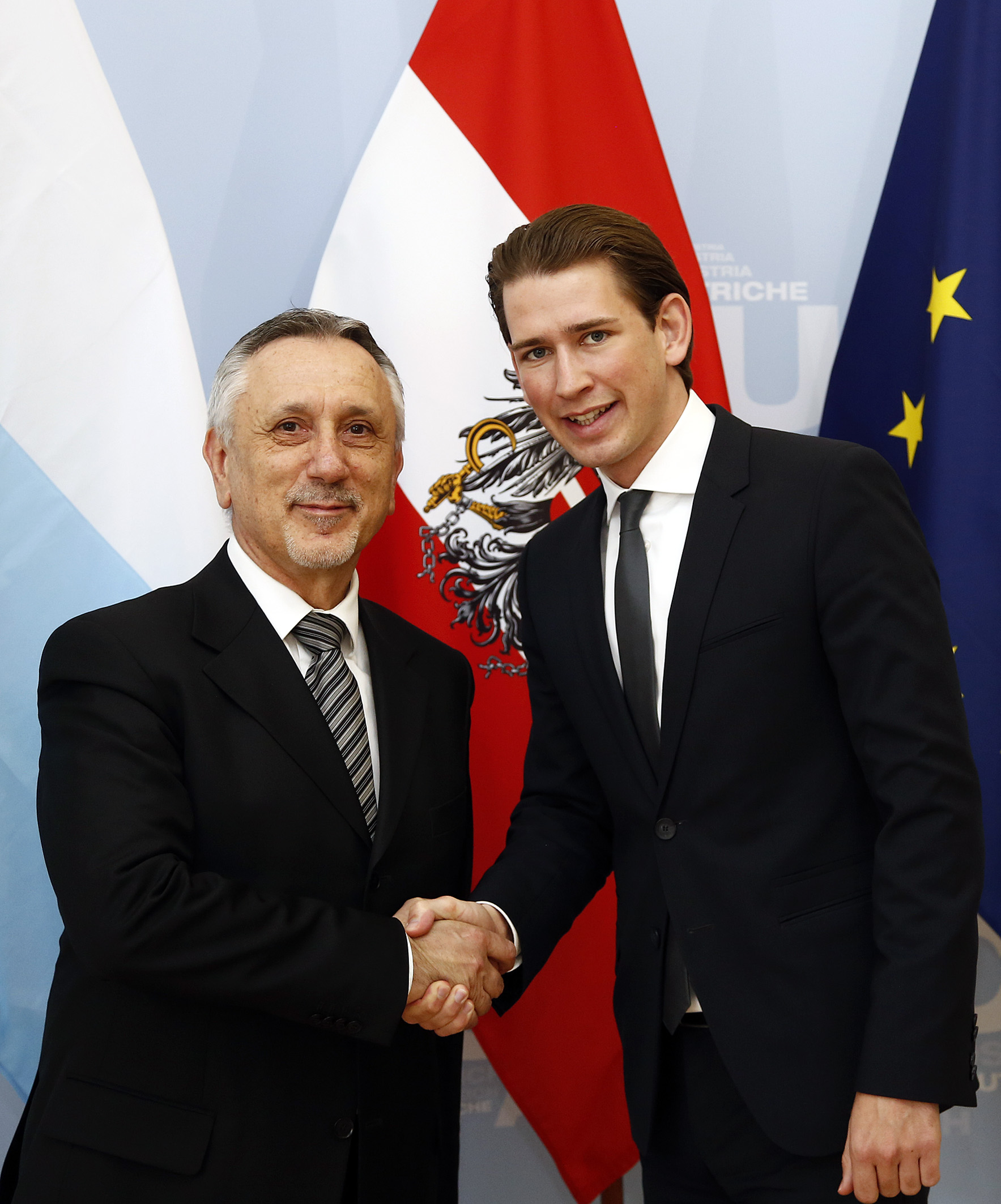
Pasquale Valentini con Sebastian Kurz al Comitato dei Ministri del Consiglio d'Europa nel 2014

Dal 2001 al 2003 è stato per due mandati Segretario di Stato per la Pubblica Istruzione, l'Università e gli Istituti Culturali.
Nel 2010 fu nominato alla carica, che ricoprì fino al 2012, di Segretario di Stato per le Finanze, il Bilancio e i Rapporti con l'Azienda autonoma di Stato filatelica e numismatica, come sostituto del dimissionario Gabriele Gatti.
Dal 2012 al 2016 ha ricoperto la carica di Segretario di Stato per gli Affari Esteri e Politici, per il Turismo e i Rapporti con l'Azienda autonoma di Stato per i servizi pubblici.

## Vita privata
È sposato e padre di tre figli.